# Сормони
Сормони (груз. სორმონი) — село в Грузии, на территории Цхалтубского муниципалитета края (мхаре) Имеретия.

## География
Село находится в западной части Грузии, к востоку от реки Риони, на расстоянии 30 километров к востоку от города Цхалтубо, административного центра муниципалитета. Абсолютная высота — 416 метров над уровнем моря.

## Население
По результатам официальной переписи населения 2014 года, в Сормони проживало 306 человек (144 мужчины и 162 женщины). В национальной структуре населения грузины составляли 100 %.
| Год  | Население, человек |
| ---- | ------------------ |
| 2002 | 417                |
| 2014 | ↘ 306              |